# Alexander (Arkansas)
Alexander es una ciudad ubicada en el condado de Saline en el estado estadounidense de Arkansas. En el Censo de 2010 tenía una población de 2901 habitantes y una densidad poblacional de 506,14 personas por km².

## Geografía
Alexander se encuentra ubicada en las coordenadas 34°37′6″N 92°27′6″O / 34.61833, -92.45167. Según la Oficina del Censo de los Estados Unidos, Alexander tiene una superficie total de 5.73 km², de la cual 5.73 km² corresponden a tierra firme y (0%) 0 km² es agua.

## Demografía
Según el censo de 2010, había 2901 personas residiendo en Alexander. La densidad de población era de 506,14 hab./km². De los 2901 habitantes, Alexander estaba compuesto por el 68.01% blancos, el 13.06% eran afroamericanos, el 0.59% eran amerindios, el 0.62% eran asiáticos, el 0% eran isleños del Pacífico, el 15.13% eran de otras razas y el 2.59% pertenecían a dos o más razas. Del total de la población el 19.41% eran hispanos o latinos de cualquier raza.